# Diecezja Kildare-Leighlin
Diecezja Kildare-Leighlin (ang. Diocese of Kildare and Leighlin, irl. Deoise Chill Dara agus Leithghlinn, łac. Dioecesis Kildariensis vel Darensis et Leighliensis) – diecezja Kościoła katolickiego w Irlandii położona we wschodniej Irlandii, w metropolii dublińskiej. Diecezja Kildare powstała w 519, zaś w 1678 połączyła się z diecezją Leighlin. W przełożeniu na współczesny świecki podział administracyjny, diecezja obejmuje całe hrabstwo Carlow, a także części hrabstw Kildare, Laois, Offaly, Kilkenny, Wicklow i Wexford. Rolę katedry diecezjalnej pełni katedra Wniebowzięcia NMP w Carlow.